# Hatsunori Hasegawa
Hatsunori Hasegawa (長谷川初範 Hasegawa Hatsunori?) es un actor japonés nacido el 21 de junio de 1955 en Hokkaido.

## Carrera
Es conocido por su papel de Takeshi Yamato en la serie Ultraman 80 de 1980. En esta serie, desempeña el papel principal como maestro de escuela que también es miembro de UGM. También es conocido por películas como la trilogía Heisei de Gamera.

## Filmografía

### Series de drama
- 1980: Ultraman 80
- 1994: Furuhata Ninzaburo
- 2000: Aoi Tokugawa Sandai, Maeda Toshinaga
- 2001: Kizudarake no Love Song
- 2006: Desuyone
- 2006: Pure Heart
- 2007: Yukan Club
- 2008: Salaryman Kintaro
- 2008: 4 Shimai Tantei Dan
- 2010: Yamato nadeshiko Shichi Henge
- 2013: Honey Trap
- 2014: Kami no tsuki
- 2015: Wild Heroes

### Películas
- 1982: The Rape
- 1987: Gondola
- 1995: Gamera: Daikaijū Kūchū Kessen
- 1996: Gamera 2: Legion Shūrai
- 2010: Ultraman Zero THE MOVIE: Chōkessen! Belial Ginga Teikoku
- 2012: Kyô, koi o hajimemasu